# Női csapatrangsor a 2019. évi nyári universiadén
A 2019. évi nyári universiadén a műugrás női csapatrangsor díjátadójára július 8-án délután került sor a nápolyi Mostra d’Oltremare kiállítási- és konferenciaközpont uszodájában.
Az universiadék történetében második alkalommal hirdettek győztest – és osztottak érmet a viadal végeztével – a női műugró csapatok között. A csapatrangsort az egyéni eredmények halmozott, valamint a vegyes párosok megfelezett pontszámai alapján számolták ki, a következőképpen:
- a két egyéni műugrás és a toronyugrás selejtezőjében megszerzett elő két legjobb eredménye,
- a két egyéni szinkronugrás végső pontszáma,
- a vegyes csapatverseny végső pontszámának a fele,
- a vegyes szinkronugrás végső pontszámának a fele.

## Versenynaptár
Az időpontok helyi idő szerint olvashatóak (GMT +01:00):
| Dátum                  | Időpont | Forduló  |
| ---------------------- | ------- | -------- |
| 2019. július 8., hétfő | 16:10   | Díjátadó |

## Eredmény
| #  | Ország             | 1 m    | 1 m    | 3 m    | 3 m    | Torony | Torony | 3 m sz* | 10 m sz* | Vegyes 3 m sz* | Vegyes 10 m sz* | Vegyes csapat | Össz. pont |
| -- | ------------------ | ------ | ------ | ------ | ------ | ------ | ------ | ------- | -------- | -------------- | --------------- | ------------- | ---------- |
|    | Kína               | 262,95 | 252,95 | 282,10 | 260,40 | 318,05 | 247,05 | 288,60  | 305,76   | 150,69         | 154,44          | 190,90        | 2713,89    |
|    | Mexikó             | 229,25 | 217,10 | 245,25 | 243,00 | 264,05 | 231,60 | 291,00  | 276,21   | 139,73         | 155,57          | 179,40        | 2472,16    |
|    | Dél-Korea          | 228,75 | 185,05 | 228,45 | 187,20 | 259,00 | 240,35 | 249,48  | 272,85   | 122,61         | 125,73          | 178,60        | 2278,07    |
| 4  | Oroszország        | 201,95 | 183,80 | 241,35 | 240,85 | 227,75 | 178,60 | 248,67  | 227,82   | 143,70         | 143,16          | 167,55        | 2205,20    |
| 5  | Ausztrália         | 197,70 | 191,35 | 236,30 | 192,90 | 251,30 | 247,20 | 238,50  | 234,84   | 109,59         | 136,14          | 148,48        | 2184,30    |
| 6  | Egyesült Államok   | 233,50 | 224,40 | 265,70 | 257,90 | 207,95 | 190,25 | 274,20  |          | 131,07         | 141,84          | 164,23        | 2091,04    |
| 7  | Németország        | 229,30 | 219,85 | 235,65 | 223,00 |        |        | 258,57  |          | 96,45          |                 | 142,03        | 1404,85    |
| 8  | Egyesült Királyság | 212,15 | 205,75 | 244,75 | 238,50 | 298,15 | 203,10 |         |          |                |                 |               | 1402,40    |
| 9  | Kanada             | 208,25 |        | 255,60 | 206,70 | 263,10 |        | 270,84  |          |                |                 | 151,83        | 1356,32    |
| 10 | Olaszország        | 220,55 | 183,05 | 266,25 |        | 231,40 |        |         |          | 120,41         |                 | 147,00        | 1168,66    |
| 11 | Japán              |        |        | 219,15 |        | 209,30 |        |         |          | 124,50         |                 | 137,83        | 690,78     |
| 12 | Ukrajna            | 201,05 |        | 182,45 |        |        |        |         |          | 130,64         |                 | 160,65        | 674,79     |
| 13 | Norvégia           | 187,50 | 154,30 |        |        | 173,20 |        |         |          |                |                 |               | 515,00     |
| 14 | Franciaország      |        |        |        |        | 215,75 |        |         |          |                |                 |               | 215,75     |
| 15 | Fülöp-szigetek     | 164,25 |        |        |        |        |        |         |          |                |                 |               | 164,25     |

____
* szinkron